# Carabineros de Chile
Carabineros de Chile es una institución policial que integra las Fuerzas de Orden y Seguridad. Creada el 27 de abril de 1927, su nombre deriva de los cuerpos de caballería que portaban un arma denominada carabina. Su lema es «Orden y patria» y su símbolo son dos carabinas cruzadas.
Originalmente llamado Cuerpo de Carabineros, es la institución encargada de dar eficacia al derecho, siendo su finalidad garantizar y mantener el orden público y la seguridad pública interior en todo el territorio de la república, y cumplir las demás funciones que le encomiendan la Constitución y la ley. Aunque desde su fundación dependió administrativamente del Ministerio de Defensa Nacional, a partir del 21 de febrero de 2011 —debido a la Ley 20.502—, la institución pasó a depender directamente del reformado Ministerio del Interior y Seguridad Pública. Posteriormente y desde el 1 de abril de 2025 -debido a la Ley 21.730-, pasó a depender administrativamente del Ministerio de Seguridad Pública.
Como cuerpo policial armado, es esencialmente obediente, no deliberante, profesional, jerarquizado y disciplinado. Su personal está sometido a las normas establecidas en su ley orgánica constitucional y su estatuto (código de justicia y reglamentación interna).
Para 2020 tuvo asignado un presupuesto anual de poco más de un billón (millón de millones) de pesos de parte del Estado de Chile, siéndole otorgados 1595 millones de dólares en 2021.

## Historia

### Antecedentes
Diego Miranda Becerra reconoce oficialmente a Carabineros de Chile, en la cátedra de "Historia Institucional" que se imparte en la Escuela de Carabineros y en el libro Policía en el Reino de Chile, como la primera autoridad policial de la Historia de Chile a la Institución del Alguacil Mayor, instituida por Pedro de Valdivia el 25 de abril de 1541, siendo el primer Alguacil Mayor el capitán español Juan Gómez de Almagro (de quien toma su nombre la Escuela de Formación de Carabineros Juan Gómez de Almagro, Plantel Técnico destinado a la formación del Personal de Carabineros).
Su historia como organización tiene sus orígenes durante el periodo colonial en los serenos, los Dragones de la Reina (1758) y otros que cumplían funciones de vigilancia y control policial.
Posteriormente, las ciudades de Santiago y Valparaíso instituyen sus propias policías municipales. Se crea la Policía Rural urbana (1881) para las zonas rurales y urbanas. El principal problema de estos servicios policiales era su dependencia en las decisiones del alcalde, que la usaba para fines personales, políticos o electorales. Para resguardar las ciudades, se crea la Policía Fiscal (1892). Un primer intento de organización, con disciplina militar y dependiente del gobierno central, es el Cuerpo de Gendarmes de las Colonias que funciona en los territorios de desmilitarización de la Araucanía a cargo del capitán Pedro Hernán Trizano. Posteriormente se crea el Regimiento de Carabineros (1903), al cual se le sumó el Cuerpo de Gendarmes.
El 19 de diciembre de 1908 se crea la Escuela de Carabineros como el plantel encargado de la formación de suboficiales, clases y soldados y, al año siguiente, de oficiales. En 1927, el Coronel del Ejército y Vicepresidente de la República Carlos Ibáñez del Campo fusiona la Policía Fiscal y el Cuerpo de Carabineros en una sola institución con un mando unificado, organización y disciplina militar dependiente del Ministerio del Interior de Chile.
El 11 de abril de 1929 se fusiona el Cuerpo de Carabineros junto con el Cuerpo de la Gendarmería de Prisiones, por disposición del presidente Carlos Ibáñez del Campo, pasándose a denominar Carabineros de Prisiones. El 9 de noviembre de ese año, mientras ambos cuerpos permanecían fusionados, nace y se le denomina al área penitenciaria Servicio de Prisiones. Sin embargo, tal unión no funcionó, por lo que el 17 de junio de 1930 se creó la Dirección General de Prisiones a cargo de las cárceles dependiendo de Carabineros de Prisiones, aunque con funcionarios con uniforme de Gendarmería, y no de Carabineros.
Luego de la caída de Ibáñez en el poder, a partir del 26 de agosto de 1931, se separan ambos cuerpos. La Gendarmería de Prisiones se volvió a regir por las leyes y reglamentos de 1929. Este hecho conllevó que el 26 de agosto de 1931 ambas instituciones se separarán retornando a sus orígenes. Con esto cada institución volvió al área que le competía, en lo penitenciario y policial, respectivamente. Así Carabineros mantuvo su nombre inicial, mientras el Cuerpo de Gendarmería recibió el nombre de Servicio de Vigilancia de Prisiones.

### Cronología

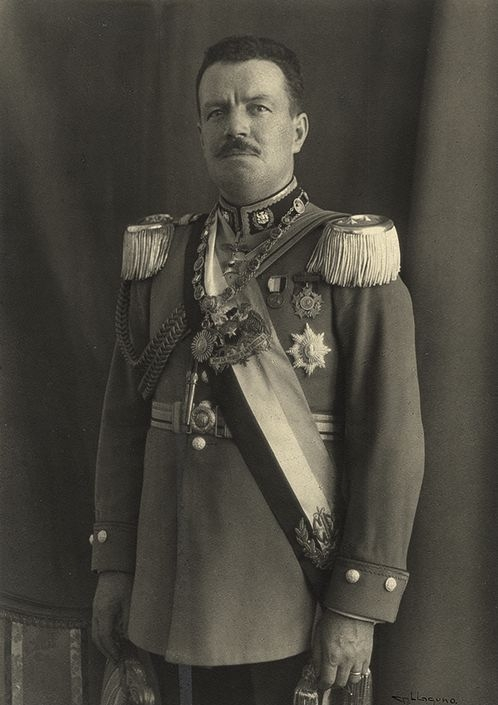
El general Carlos Ibáñez del Campo, fundador del Cuerpo de Carabineros.

- 1927. El 27 de abril, el gobierno de facto del coronel Carlos Ibáñez del Campo reúne las policías fiscales y comunales, de carácter urbano, con el Cuerpo de los Carabineros del Ejército, que actuaban como gendarmería rural, y da origen a Carabineros de Chile, fuerza policial unificada de carácter militar, con jurisdicción en todo el país.[8] La entrega del monopolio de la fuerza policial al Gobierno central, con su dependencia del ministro del Interior Carlos Frödden, levantó reparos en las elites políticas del momento, que sospechaban que Ibáñez deseaba rodearse de una especie de "guardia pretoriana" para acrecentar su propio poder.[9]
- 1927. Carabineros de Chile, a dos meses de fundado (en junio), crea y administra un campo de prisioneros políticos y comunes en la Isla Alejandro Selkirk (entonces "Isla de Más Afuera"). El campo o colonia penal es establecida bajo la formalidad de "tenencia de Carabineros Más Afuera".[10][11][12][13]
- 1929. El 11 de febrero se establece el uso de la placa de identificación.
- 1929. El 11 de abril se fusiona el Cuerpo de la Gendarmería de Prisiones y el Cuerpo de Carabineros, dando origen a Carabineros de Prisiones.
- 1929. El 25 de julio, nace el Orfeón Nacional de Carabineros.
- 1930. Llegan los primeros radiopatrullas.
- 1931. En julio, el gobierno de Ibáñez recurre a Carabineros para reprimir una ola de protestas en su contra, en medio de la crisis provocada por la Gran Depresión. La muerte de manifestantes, como el médico internista Jaime Pinto Riesco (asesinado por resistirse a entregar a la policía una proclama que repartía) y el profesor Alberto Zañartu Campino (asesinado tras asistir al funeral del médico Pinto), junto al menos otras seis personas más en la capital, lleva la impopularidad de Ibáñez a un nivel que hace insostenible su gobierno.[14][15][16]
- 1931. El 26 de julio cae el gobierno de Carlos Ibáñez. Carabineros, fuertemente asociados con el militar, su impopularidad y las postreras represiones de su gobierno, se retiran después de la caída y dejan de salir a la calle. En este clima político, algunos carabineros son asesinados por la población. Las nuevas autoridades determinan que el orden público sea asumido temporalmente por universitarios voluntarios.[14][15] La prensa en pleno, incluyendo la conservadora revista Zig-Zag, festeja que, en su ausencia, Carabineros sea reemplazado en sus funciones de orden por voluntarios civiles ("guardias cívicos"), que también dirigen el tránsito en grandes ciudades como Valparaíso, Concepción y Santiago. Entre los espontáneos guardias cívicos que dirigen el tránsito actúan diversas mujeres, que cumplen así labores policiales tres décadas antes de que el género fuera incorporado a estas tareas oficialmente.[17]
- 1931. 28 de julio. La oficialidad lanza una declaración pública ante lo que denomina "profundo sentimiento condenatorio para la actuación que cupo en su desarrollo (de los incidentes del mes anterior) a la fuerza de Carabineros de Chile", afirmando que "en los hechos de que se trata, no le cupo otra misión ni otro deber que el estricto cumplimiento de las órdenes superiores" del gobierno.[14][18]
- 1931. El 26 de agosto se separa el Servicio de Prisiones y Carabineros, dividiendo sus atribuciones.
- 1932. 24 de diciembre. En víspera de Navidad el presidente Arturo Alessandri, eterno enemigo político de Ibáñez, decide independizar la sección de Investigaciones de Carabineros, argumentando, además de consideraciones administrativas,[19] la necesidad del Ejecutivo de contar en esa repartición con "personal de su confianza", por lo que el "actual personal" continuaba en funciones sólo "en carácter de interino".[20] A partir de esta medida Carabineros y la Policía de Investigaciones de Chile existen como dos instituciones separadas.
- 1934. Durante junio y julio Carabineros interviene en la represión de un violento levantamiento comunista protagonizado por campesinos chilenos y pehuenches en la zona de Lonquimay. Los hechos terminan en la denominada Masacre de Ránquil, con un saldo no aclarado de civiles caídos en la represión o fusilados en el sitio tras rendirse. El consenso académico es, al decir de dos historiadores de Cambrigde, Simon Collier y William Sater, que "al menos un centenar de campesinos fue masacrado por Carabineros",[21] pero fuentes presentan otras cifras mayores o elevan los muertos a 477.[22][23]
- 1938. El 5 de septiembre, tras rendir a un grupo de nacistas alzados contra el gobierno de Arturo Alessandri, Carabineros protagoniza la Matanza del Seguro Obrero, asesinando a 59 prisioneros y un funcionario del Seguro Obrero que se encontraba casualmente en el lugar. A raíz de estos hechos el director general de Carabineros, Humberto Arriagada Valdivieso, y otros oficiales involucrados serían sucesivamente pasados a retiro y condenados por la justicia militar (3 de julio de 1940) a 20 años de cárcel por homicidio y robo (los cuerpos fueron despojados de sus efectos personales), entre otros crímenes. Después, Arriagada y el resto de los oficiales terminarían siendo indultados por el presidente Pedro Aguirre Cerda (10 de julio de 1940), que había prometido "salvarle la vida" a este oficial superior cuando aún ejercía el mando.[24] Los condenados fueron también beneficiados por una ley de amnistía decretada por el mismo gobierno radical (1941).[25]
- 1939. A partir del 5 de diciembre se cuenta con un plantel de perfeccionamiento: el Instituto Superior de Carabineros, actual Academia de Ciencias Policiales.
- 1939. Se crea el Conjunto Ecuestre Acrobático Cuadro Verde.
- 1945. El 27 de abril se inaugura el Hospital de Carabineros.
- 1945. El 3 de junio cierra sus puertas el Estadio de Carabineros (inaugurado en 1923), con un partido entre Colo Colo y Magallanes. El recinto se ubicaba junto al Río Mapocho, el la intersección de Ricardo Cumming y Balmaceda.[26]

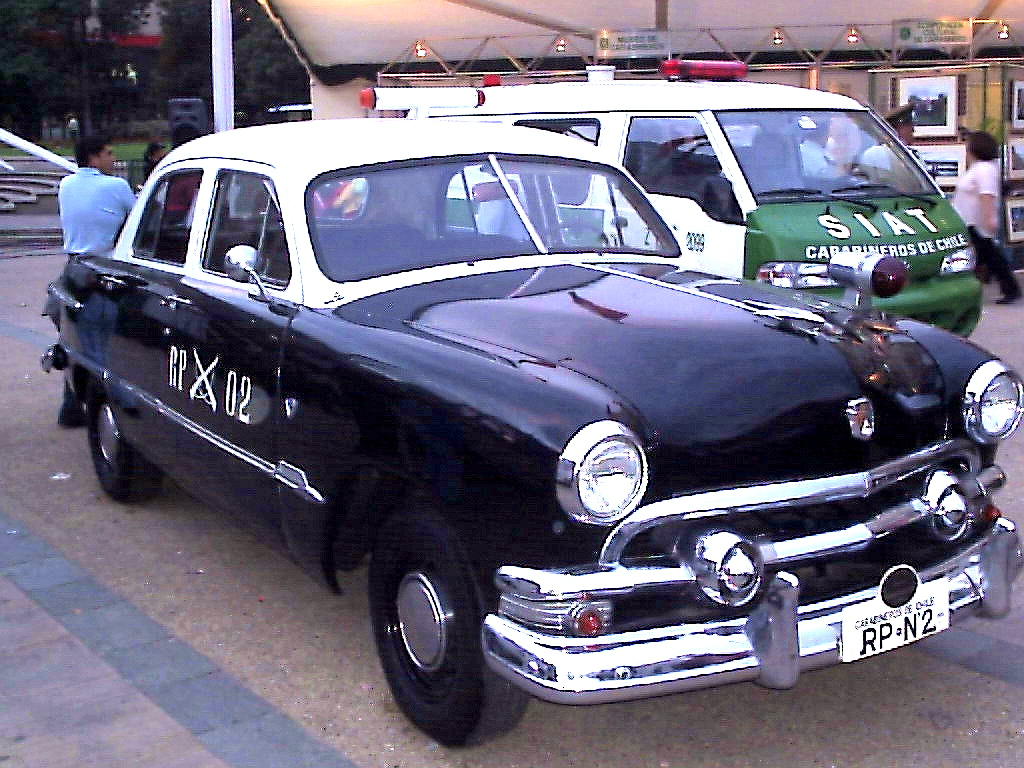
Radiopatrulla de Carabineros de Chile del año 1951.

- 1952. El capitán Óscar Cristi, montando a su caballo "Bambi", consigue el Vicecampeonato Mundial de Equitación en los XV Juegos Olímpicos de Helsinski, Finlandia.
- 1960. Se crea la Brigada Aeropolicial de Carabineros (actual Prefectura Aérea de Carabineros de Chile).
- 1962. Las primeras mujeres se incorporan a Carabineros, el cimiento del futuro Escalafón de Oficiales Femenino. Fue la primera institución no uniformada chilena en integrar a la mujer en las tareas funcionarias. La primera antigüedad de este curso fue alcanzada por Carmen Ferreira Berríos, quien mantuvo esa distinción hasta su jubilación del servicio con el grado de coronel, llegando a ser la primera Prefecto mujer de la institución.
- 1963. Se crea la Fundación Niño y Patria, entidad de beneficencia de carácter social y formativo, para socorrer a menores en situación irregular.
- 1965. Es asesinado el Teniente Hernán Merino Correa, en un incidente con uniformados argentinos, en Lago del Desierto, una zona de disputa limítrofe.
- 1966. Se inaugura una comisaría en Isla de Pascua.
- 1973. En horas de la mañana del 11 de septiembre, la institución pasa a formar parte de las fuerzas alzadas, en el contexto del Golpe de Estado de 1973, bajo el mando del general César Mendoza, quien asume el mando de la policía uniformada, pese a ser la sexta antigüedad de la institución.
- 1974. Carabineros de Chile pasa a depender del Ministerio de Defensa Nacional.
- 1985. Miembros de Carabineros de Chile se ven involucrados en el Caso Degollados.

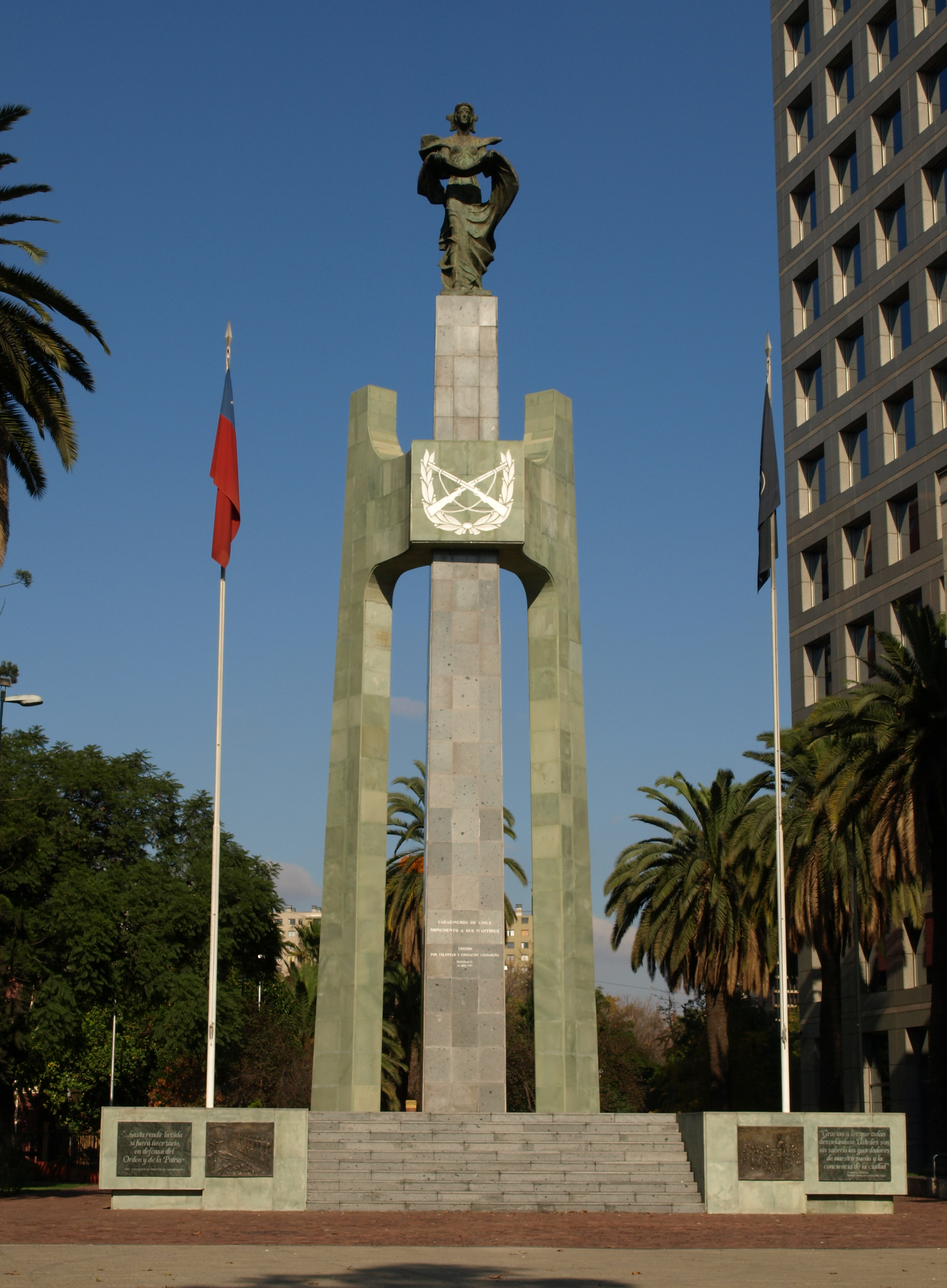
Monumento a los miembros del cuerpo de Carabineros caídos en acto de servicio, situado en la ciudad de Santiago.

- 1989. Se inaugura en Santiago el monumento "Gloria y victoria", en memoria de los carabineros caídos en actos de servicio.
- 1991. Se unifican los escalafones del personal masculino y femenino.
- 1992. Se crea la Escuela de Equitación de Carabineros  "General Óscar Cristi Gallo".
- 1996. Se crea la Escuela de Fronteras "Teniente Hernán Merino Correa", especialista en montaña y fronteras.
- 1996. Se cambia el color de los radiopatrullas de blanco y negro a blanco y verde, los colores institucionales.
- 1997. Inicia sus transmisiones la Radio Carabineros de Chile, dedicada principalmente a proporcionar la información del tránsito, noticias y consejos preventivos.
- 1998. La primera mujer general en Latinoamérica: General Mireya Pérez Videla.
- 2005. Se unifican los escalafones de Oficiales masculino y femenino.
- 2008. El General Director José Alejandro Bernales fallece junto a su esposa, dos tenientes coroneles y un capitán en un accidente aéreo en la ciudad de Panamá en un viaje de comisión de servicios.
- 2011. Carabineros de Chile vuelve a pasar a depender directamente del Ministerio del Interior. En ese mismo año, el Sr. General Director de Carabineros de Chile Eduardo Gordon renuncia voluntariamente a la jefatura de la institución.
- 2016.  Sale a la luz la investigación por corrupción en altos mandos de la institución, conocido como Pacogate, siendo la mayor estafa al fisco de la historia del país por más de 28 300 millones de pesos.
- 2017. Se descubre el montaje de la Operación Huracán, donde se inculpó a 8 comuneros mapuches de crímenes que no cometieron a partir de un software falso de Inteligencia.
- 2018. En un operativo de Carabineros un comunero mapuche es asesinado, Camilo Catrillanca, tras lo cual se intentó sabotear la investigación, debiendo renunciar el director Hermes Soto.
- 2019. Se lanza Comisaría Virtual, la plataforma digital de atención ciudadana de la institución.
- 2025. Carabineros comienza a depender jerárquicamente del Ministerio de Seguridad Pública.

## Misión, visión y valores

### Funciones
Carabineros define su misión en el cumplimiento de siete roles fundamentales:
- Preventivo: corresponde al conjunto de labores que realiza la Institución a través de su presencia en la comunidad, resguardando los bienes, la vida de las personas y creando las condiciones necesarias de equilibrio social para el pleno desarrollo de la nación;
- Control de orden público: incluye las actividades desarrolladas por Carabineros con el fin de restaurar el orden público y hacer respetar los actos de instrucción y las órdenes emitidas por las autoridades judiciales correspondientes;
- Educativo: se enmarca dentro de las acciones hacia la comunidad, tendientes a crear en las personas una predisposición adecuada para cumplir con la Constitución y las leyes. En tal sentido, un segmento de especial atención es el de los menores de edad, en quienes se busca peligros y efectos perniciosos de fenómenos como la drogadicción y el alcoholismo;
- Servicio: consiste en todas aquellas acciones en las cuales la Institución proporciona colaboración e informaciones de utilidad e interés práctico general. Lo anterior incluye orientaciones sobre dudas cotidianas, desconocimiento; la atención de partos en lugares y momentos imprevistos, y  sitios inhóspitos;
- Solidaridad social: lo conforman las actividades desarrolladas en beneficio de la emergencia, como incendios, inundaciones y robos;
- Integración nacional: dadas las partituras que comparte un extenso borde limítrofe con otras, esta función busca garantizar guardia en las líneas. También cumplen una destacada faena los Destacamentos Fronterizos -localizados en regiones apartadas o en los pasos fronterizos habilitados para el tránsito internacional-, en los que se desarrollan las atribuciones propias de orden y seguridad;
- Impacto ambiental: tutelar la preservación de la naturaleza.

#### Emergencias
El código telefónico de emergencia de Carabineros es el 133 desde teléfonos fijos, rurales, públicos, y telefonía móvil, el cual conectará a la Central de Comunicaciones (CENCO); comisaría, tenencia o retén de Carabineros más cercano a su ubicación, independiente si es por telefonía fija o móvil.
Otros números
- 135: fono drogas; para denunciar cualquier hecho relacionado con el narcotráfico, además de obtener información sobre esta temática.
- 139: fono información; para consultar cualquier información que no sea de prioridad; por ejemplo el informe del tiempo, la restricción vehicular, teléfonos de utilidad, direcciones, estado de calles, entre otros.
- 147 fono niños; para denunciar hechos relacionados al abuso y vulneración de los derechos de menores de edad, donde además se entrega orientación.
- 149: fono familia; para denunciar hechos de violencia intrafamiliar y entregar apoyo, en conjunto con otras organizaciones.

### Visión estratégica
Ser una institución que consolida su liderazgo nacional e internacional. Inspirada en principios y valores esenciales y permanentes de la
persona humana. Profesional, motivada, efectiva, innovadora, con las más modernas tecnologías y equipamientos. Preocupada por los suyos. Integrada con la comunidad. Capaz de entregar un servicio de calidad que la legitima y la hace necesaria por la sociedad.

### Valores institucionales
Los valores y principios que constituyen el pensar, sentir y actuar de carabineros de Chile, son la fuente desde donde emanan las virtudes cardinales que desde siempre han acompañado a sus integrantes y desde las cuales cada hombre y mujer Carabinero, potencia e impulsa su diario bregar y lo transforman ante la comunidad en un verdadero líder.
Estos son: Vocación de servicio público, Patriotismo, Honor, Carabinero Permanente, Espíritu de sacrificio, Espíritu de justicia, Lealtad, Versatilidad, Tradición, Espíritu de cuerpo y compañerismo.

## Organización

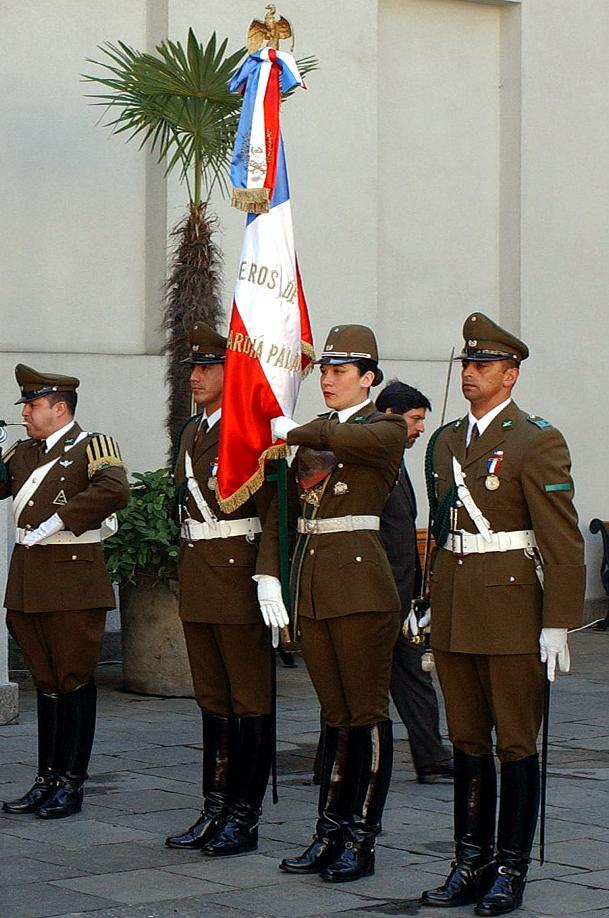
Guardia de Palacio, con uniformes antiguos.

Según lo define el Artículo 1.º de su Ley Orgánica Constitucional, la n.º 18.961, es una Institución policial que integra la fuerza pública y existe para dar eficacia al derecho; su finalidad es garantizar y mantener el orden público y la seguridad pública interior en todo el territorio de la República y cumplir las demás funciones que le encomiendan la Constitución y la ley.
Desde el año 1974 Carabineros dependió directamente del Ministerio de Defensa Nacional, sin embargo dicho suceso duró hasta el año 2011, por lo cual a través de la Ley 20.050 y su última modificación Constitucional, según el artículo 101.º de la señalada carta fundamental, se estableció que su dependencia actual será la del Ministerio que tenga a su cargo la Seguridad Pública, por lo que desde ese momento pasó a depender del Ministerio del Interior. En el año 2025, Carabineros pasa a depender del Ministerio de Seguridad Pública.
Se relaciona con los Ministerios, Intendencias, Gobernaciones y demás autoridades Regionales, Provinciales o Comunales, por intermedio de la Dirección General, Altas Reparticiones (Direcciones y Jefaturas de Zona), Reparticiones (Prefecturas, Departamentos y Escuelas) y Unidades (Comisarías, Grupos y Secciones) según corresponda.
Carabineros de Chile como cuerpo armado es esencialmente obediente, no deliberante, profesional, jerarquizado y disciplinado y su personal está sometido a las normas establecidas en la mencionada ley orgánica, su Estatuto, el Código de Justicia y su propia reglamentación interna. Su personal no puede pertenecer a Partidos Políticos ni a organizaciones sindicales. Tampoco puede pertenecer a instituciones, agrupaciones u organismos cuyos principios u objetivos se contrapongan o sean incompatibles con las funciones que la Constitución Política de la República y las leyes encomiendan a Carabineros.
Corresponde exclusivamente a la Institución y a su personal el uso del emblema, color y diseño de uniformes, grados, símbolos, insignias, condecoraciones y distintivos que le son característicos y que están determinados en el Estatuto del Personal, en las leyes y reglamentos.

### Himno institucional
El Himno de Carabineros de Chile fue compuesto por el músico chileno Arturo Arancibia, con letra del general (E) Francisco Flores Ruiz, e instituido el 21 de enero de 1928.
Otros himnos
- 27 de abril
- Adiós al camarada
- Escuela de Carabineros
- Hoy como ayer
- Escuela Macul
- Parada de los Grandes Hombres (marcha oficial de la Escuela de Carabineros)
- Sable mío
- Verde legión
- Secunderabad (marcha oficial del escalafón Carabineros de Chile en la Parada Militar)

## Estructura orgánica

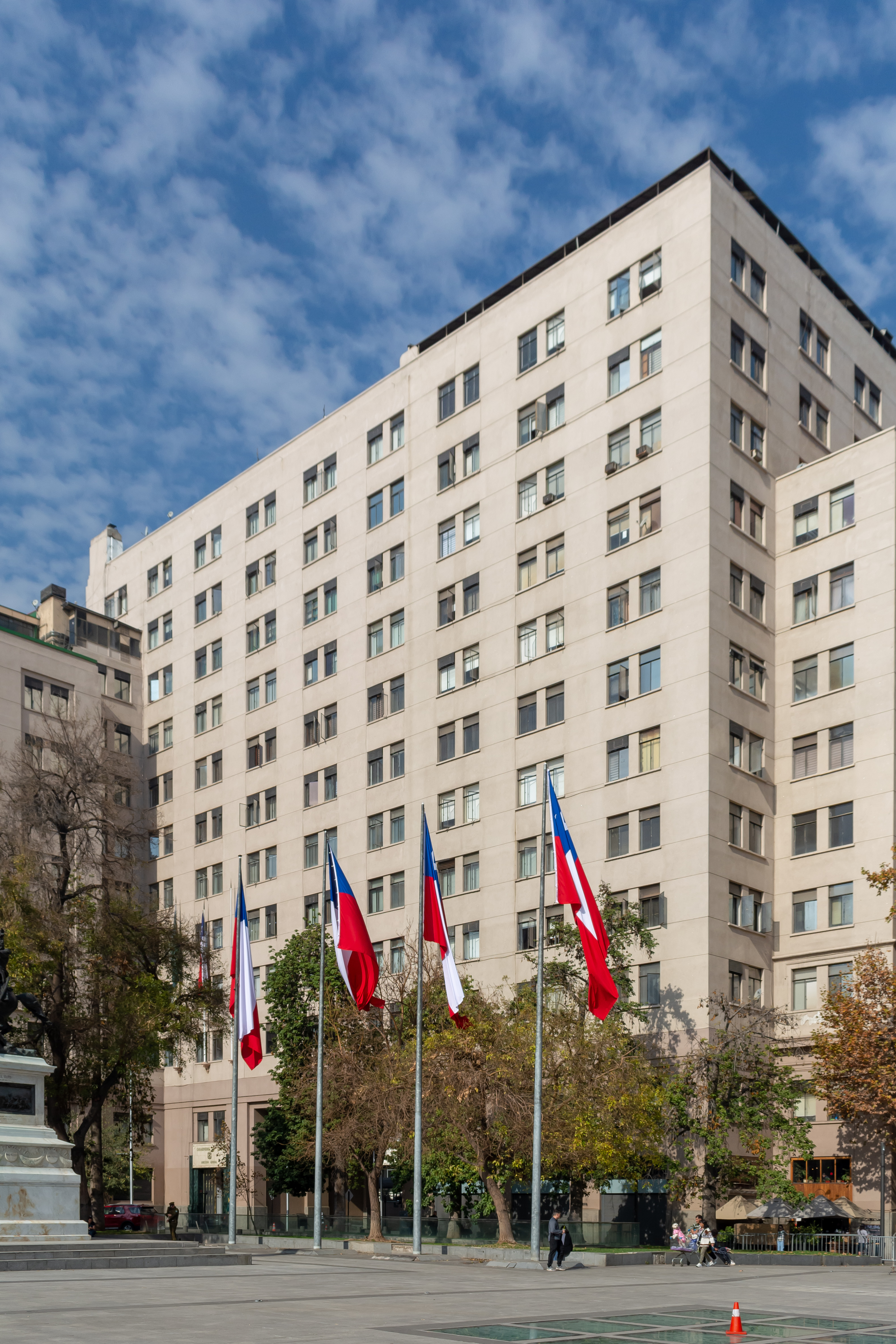
Edificio de la Dirección General de Carabineros.

### Dirección General
- Gabinete del General Director
- Inspectoría General
- Dirección de Planificación y Desarrollo

#### General Director Actual
General Director Marcelo Araya Zapata

### Subdirección General
- Departamento de Asuntos Internos

#### Dirección de Inteligencia Policial
- Dipolcar

#### Dirección Control Drogas e Investigación Criminal
- Dep. Encargo y Búsqueda de Personas y Vehículos SEBV
- Dep. O.S.7. Antidrogas OS7
- Laboratorio de Criminalística de Carabineros de Chile Labocar
- Dep. O.S.9. Investigación de Organizaciones Criminales OS9

#### Dirección Nacional de Orden y Seguridad Pública
- Zona de Arica y Parinacota
  - Prefectura de Arica n.º 1
- Zona de Tarapacá
  - Prefectura de Iquique n.º 2
- Zona de Antofagasta
  - Prefectura Antofagasta n.º 4
  - Prefectura El Loa n.º 29
- Zona de Atacama
  - Prefectura Atacama n.º 2
- Zona de Coquimbo
  - Prefectura Coquimbo n.º 6
  - Prefectura Limarí n.º 16
- Zona de Valparaíso
  - Prefectura Aconcagua n.º 7
  - Prefectura Viña del Mar n.º 8
  - Prefectura Valparaíso n.º 9
  - Prefectura Marga Marga n.º 10
  - Prefectura San Antonio n.º 31
  - Prefectura de COP de Valparaíso
- Zona del Libertador B. O´Higgins
  - Prefectura Cachapoal n.º 11
  - Prefectura Colchagua n.º 12
- Zona del Maule
  - Prefectura Curicó n.º 13
  - Prefectura Talca n.º 14
  - Prefectura Linares n.º 15

- Zona de Ñuble
  - Prefectura Ñuble n.º 17

- Zona del Biobío
  - Prefectura Concepción n.º 18
  - Prefectura Arauco n.º 19
  - Prefectura Biobío n.º 20
  - Prefectura Talcahuano n.º 30
- Zona de la Araucanía
  - Prefectura Malleco n.º 21
  - Prefectura Cautín n.º 22
  - Prefectura Villarrica n.º 3
- Zona Araucanía Control Orden Público
  - Prefectura FF.EE. Araucania n.º 32
  - Sección Aérea de Carabineros Araucanía
- Zona de Los Ríos
  - Prefectura Valdivia n.º 23
- Zona de los Lagos
  - Prefectura Osorno n.º 24
  - Prefectura Llanquihue n.º 25
  - Prefectura Chiloé n.º 26
- Zona de Aysén
  - Prefectura Aysén n.º 27
- Zona de Magallanes
  - Prefectura Magallanes n.º 28
- Zona Metropolitana Oeste
  - Prefectura Central Norte
  - Prefectura Central Sur
  - Prefectura Santiago Norte
  - Prefectura Santiago Rinconada
  - Prefectura Santiago Costa
  - Prefectura Santiago Occidente
- Zona Metropolitana Este
  - Prefectura Oriente
  - Prefectura Andes
  - Prefectura Sur
  - Prefectura Santiago Maipo
  - Prefectura Cordillera
- Zona Control de Orden Público e Intervención
  - Prefectura Aérea de Carabineros
  - Prefectura de Operaciones Especiales Grupo de Operaciones Policiales Especiales GOPE
  - Prefectura de Unidades de Control del Orden Público
- Zona Tránsito y Carreteras
  - Dep. OS 2 Servicios de Tránsito y Carreteras
  - Sección de Investigación de Accidentes de Tránsito SIAT
- Zona de Fronteras y Servicios Especiales
  - Dep. OS 3 Servicios de Fronteras
  - Dep. OS 5 Forestal y Medio Ambiente
- Dep. de Seguridad Presidencial OS8
  - Grupo Escolta Presidencial GEP
  - Grupo Guardia de Palacio GGP
  - Protección de Personas Importantes PPI
- Zona Prevención y Protección de la Familia
  - Dep. Asuntos de la Familia
  - Dep. Policía de Menores
  - Dep. Coordinación Asistencial
- Zona de Seguridad 
  - Control de Armas y Explosivos OS11
  - Dep. Seguridad Privada OS10

#### Dirección Nacional de Personal
- Dirección de Educación, Doctrina e Historia de Carabineros de Chile
  - Academia de Ciencias Policiales ACIPOL
  - Escuela de Especialidades de Carabineros de Chile  ESESPECAR
- Grupo de Especialidades
- Grupo de Fronteras
- Grupo de Adiestramiento Canino
- Grupo de Caballería
  - Escuela de Carabineros de Chile "Del General Carlos Ibáñez del Campo" ESCAR
  - Escuela de Suboficiales de Carabineros de Chile "Suboficial Mayor Fabriciano González Urzúa" ESUCAR
- Grupo Santiago
- Grupo Concepción
- Grupo Valdivia
- Grupo Antofagasta
  - Escuela de Formación de Carabineros "Alguacil Mayor Juan Gómez de Almagro" ESFOCAR
- Dirección de Salud
  - Hospital de Carabineros

## Especialidades de Carabineros de Chile
Mediante Decreto con Fuerza de Ley DFL 2 de 1968, y su modificación por decreto 412 del 3 de enero de 1992, establecen las siguientes Especialidades de Carabineros de Chile.
1. Piloto
2. Informática o Telecomunicaciones
3. Montaña o Frontera
4. fuerzas especiales
5. Inteligencia Policial
6. Drogas y Estupefacientes
7. Criminología o Criminalística
8. Investigador de Accidentes de Tránsito
9. Mantenimiento de Material Aéreo
10. Contador General o su equivalente
11. Armamento
12. Operaciones Policiales Especiales

## Unidades especializadas

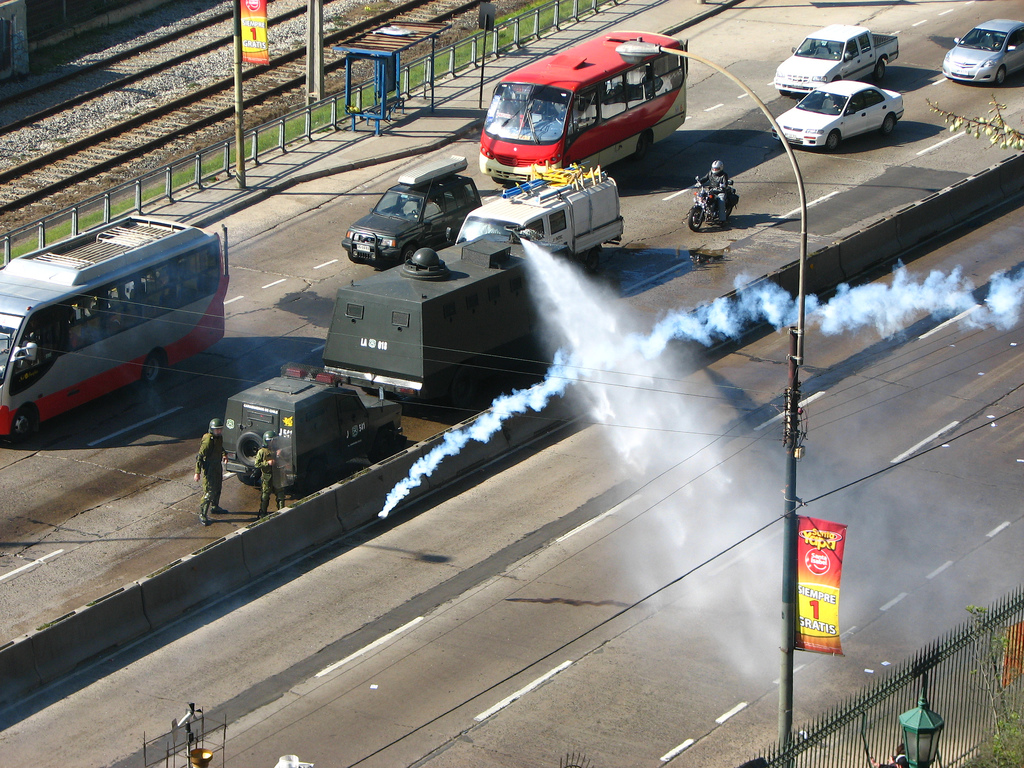
El carro lanzaaguas de Carabineros, llamado popularmente “el guanaco”.

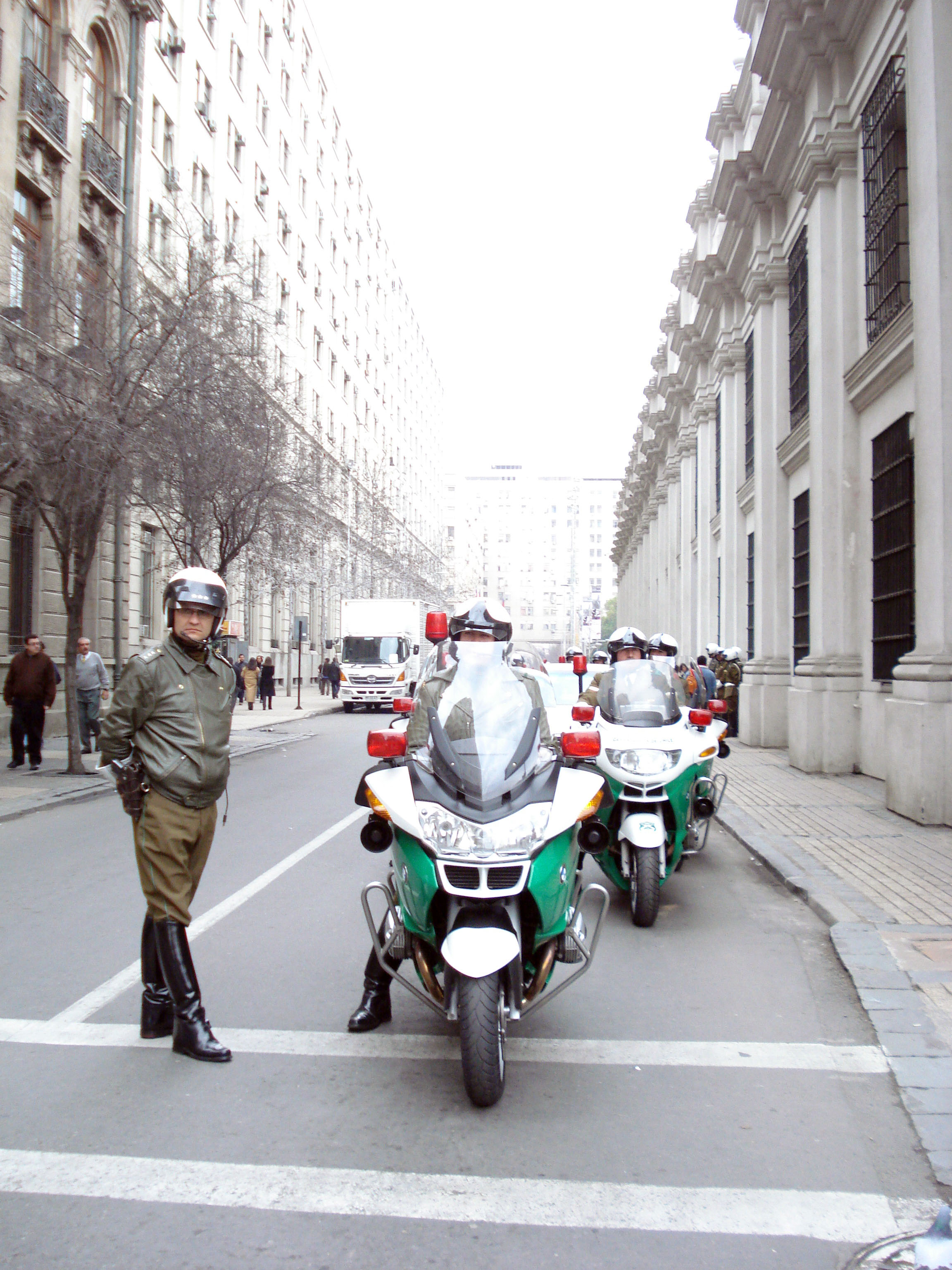
Motocicletas BMW R1200-RT de Carabineros.

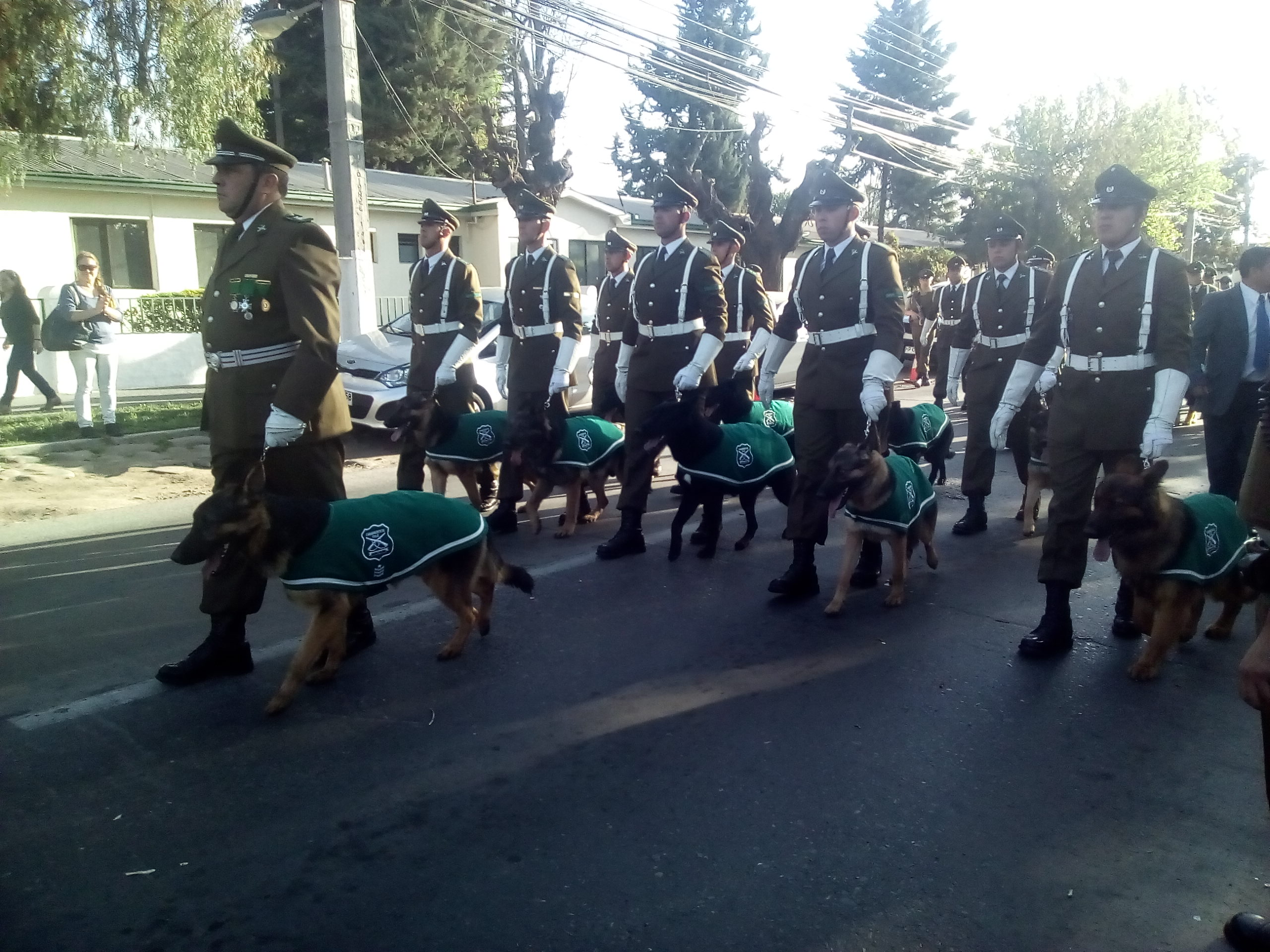
Unidad canina en desfile.

Carabineros de Chile cuenta con unidades especializadas en labores y situaciones más complejas.
- 'Prefectura de Fuerzas Especiales (FF.EE.); COP':unidad  de elite Grupo especializado en control de "muchedumbres", y manifestantes de toda índole. Sus efectivos pueden desplazarse hacia cualquier punto del país para cumplir con su misión de mantener el orden y la tranquilidad, prevenir, neutralizar o normalizar acciones en contra del Orden Público. Además son responsables de restablecer la Seguridad Pública en caso de catástrofes, como asimismo es la primera de las unidades en desplegarse en casos de calamidad realizando las primeras atenciones a la población afectada; entregar servicios de protección personal a las principales autoridades institucionales o de Gobierno y mantener el Orden Público en el área del Palacio de La Moneda y en sus alrededores. Actualmente se encuentran desplegadas en el país: La Prefectura de COP de Santiago: 28.ª, 29.ª y 40.ª Comisaría de COP de Santiago; Prefectura de COP de Valparaíso: 7.ª Comisaría COP Valparaíso, (que cuenta demás con una sección montada), la 9.ª Comisaría Guardia Congreso Nacional; la 5.ª Comisaría COP Concepción; La Prefectura de COP Araucania n.º 32: 1.ª Comisaría COP Temuco, 2.ª Comisaría COP Pailahueque, 3.ª Comisaría COP Malleco, 4.º Comisarìa COP Los Álamos, esta última dependiente de la Subprefectura de COP Bio Bio. Además cuenta con Subcomisarías de COP en: Arica, Iquique, Antofagasta, Calama, Copiapó, La Serena, Rancagua, Talca, Valdivia, Puerto Montt, Coyhaique y Punta Arenas.[29][30][31][32][33]
- Operaciones de Paz: Esta policía uniformada es la encargada de proveer tropas para las funciones de mantenimiento de la paz de la Organización de Naciones Unidas.
- Central de Comunicaciones de Carabineros de Chile; CENCO: Comunica, coordina y apoya tanto los operativos policiales comunes, como los de "relevancia especial". Enlaza la totalidad de los recursos humanos, materiales y tecnológicos de la Institución. Su otra función es reaccionar a emergencias por medio de los teléfonos 133 y 139, medio por el cual, la comunidad solicita ayuda a Carabineros.
- Grupo de Operaciones Policiales Especiales de Carabineros de Chile, (GOPE): es la unidad especializada con que cuenta Carabineros de Chile para resolver situaciones de alto riesgo, como rescate de personas atrapadas en edificios colapsados, rescate de excursionistas y accidentados en alta cordillera. También sus efectivos han participado en operaciones de rescate en otros países con motivo de sismos y que son requeridos por gobiernos extranjeros afectados por dichas circunstancias. Cuenta con unidades desplegadas en todo el país. En Santiago se encuentra el Grupo de Operaciones Especiales GOPE, mientras que se despliegan a lo largo del país las Patrullas de Acciones Especiales (PAE) que se encuentran asentadas en: Arica, Iquique, Antofagasta, Calama, Copiapó, La Serena, Valparaíso, Rancagua, Talca, Concepción, Temuco, Valdivia, Puerto Montt, Coyhaique y Punta Arenas.
- Sección de Investigación de Accidentes en el Tránsito; S.I.A.T.; Unidad de Carabineros de Chile, que, como su nombre lo indica, su misión es investigar los accidentes del tránsito para determinar sus causas y la de participación de los involucrados para, posteriormente, informar a los Tribunales de Justicia o proceder como se indique. Otra de las misiones de estos efectivos es realizar estudios viales sobre cambios de señalización de tránsito cuando la ocurrencia de accidentes en determinados puntos así lo aconsejen.
- Sección de Investigaciones Policiales; S.I.P.: Actúa a requerimiento de los Tribunales de Justicia y su labor no está limitada por sectores jurisdiccionales por lo que su accionar cubre todo el territorio nacional.

- Prefectura Aérea: Es la encargada de cumplir servicios policiales con helicópteros y aviones en todo el territorio nacional. Dentro de las labores que desarrolla, se encuentran los patrullajes preventivos y vuelos de apoyo a procedimientos policiales ocurridos en tierra, vuelo de traslados de enfermos y lesionados graves de distintos lugares de Chile, en sus aviones equipados con tecnología UTI, como asimismo el rescate y evacuación de personas desde lugares de difícil acceso, accidentes de tránsito y en todos aquellos casos en que a raíz de las inclemencias del tiempo, la comunidad necesite de los helicópteros o aviones de la Prefectura Aeropolicial.
- Laboratorio de Criminalística; LABOCAR: Organismo pericial de apoyo a los Tribunales de Justicia, que realiza las labores científicas necesarias para la investigación policial. Efectúa peritajes criminalísticos a partir de las pruebas científicas que se aplican a las evidencias obtenidas en el sitio del suceso.
- Intervención Policial; Carreteras; Unidad de primera respuesta para colaborar en persecuciones o procedimientos que se necesite el apoyo de estas unidades, generalmente es constituida por vehículos de mayor velocidad. Ciudad;Unidad de respuesta inmediata al momento de procedimientos de mayor importancia donde se encuentra un funcionario de mayor antigüedad y mayor experiencia dentro de un turno de una sección o cuadrante de Carabineros, esto dependerá de la comisaría o prefectura , además del oficial encargado del turno.

## Recursos y movilidad

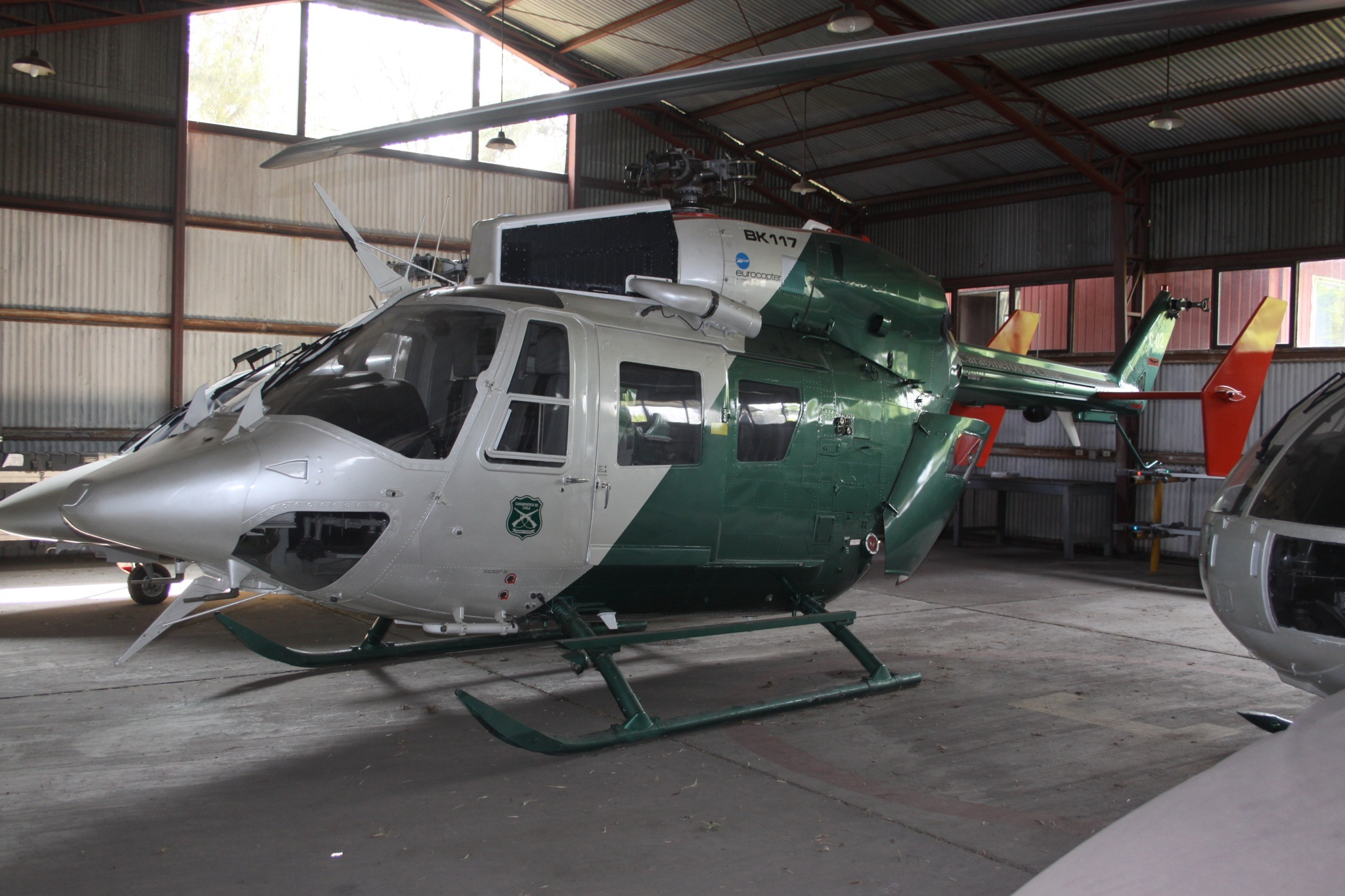
C-02 MBB BK-117 de Carabineros de Chile

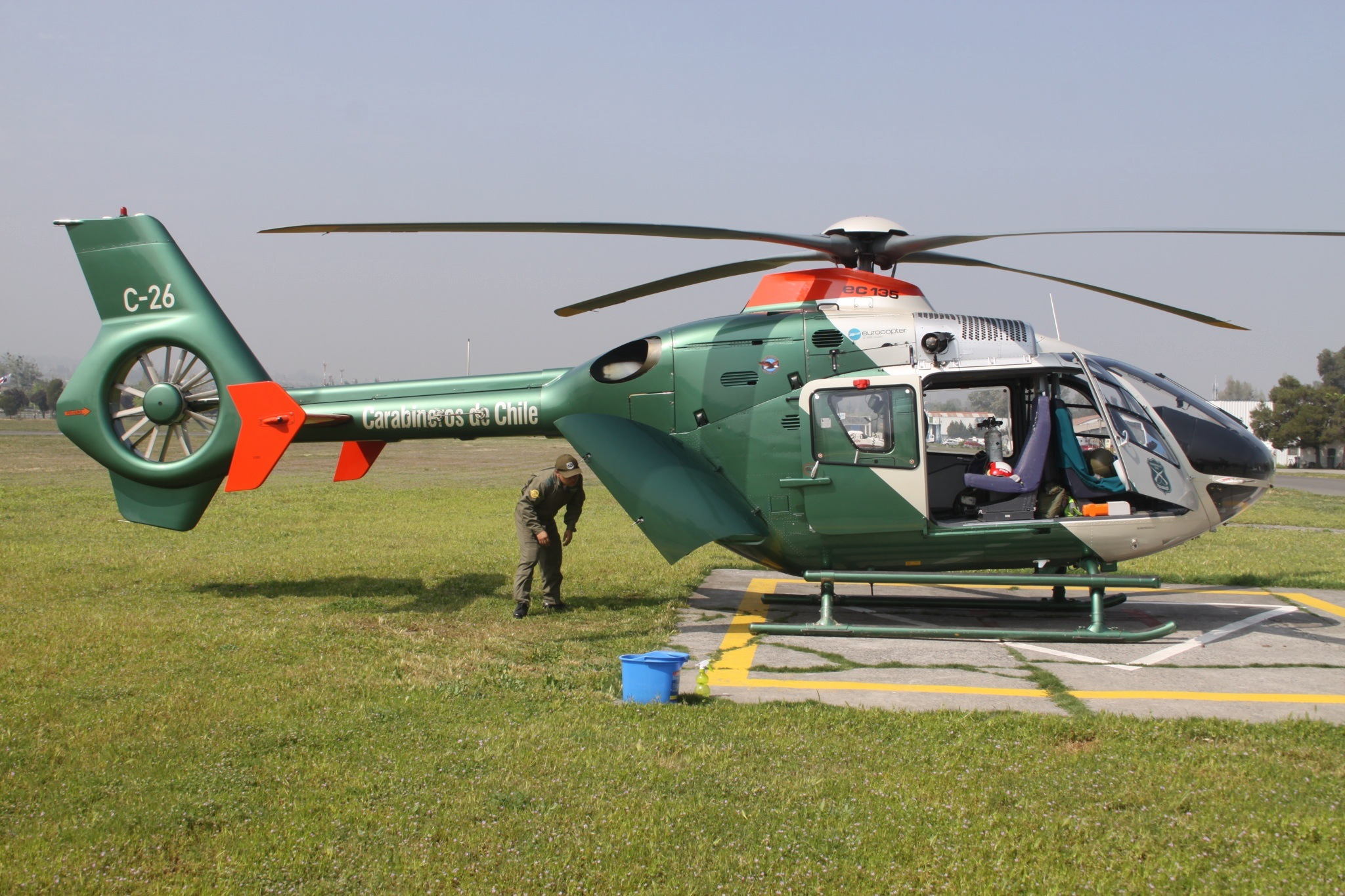
C-26 Eurocopter EC-135 Carabineros de Chile

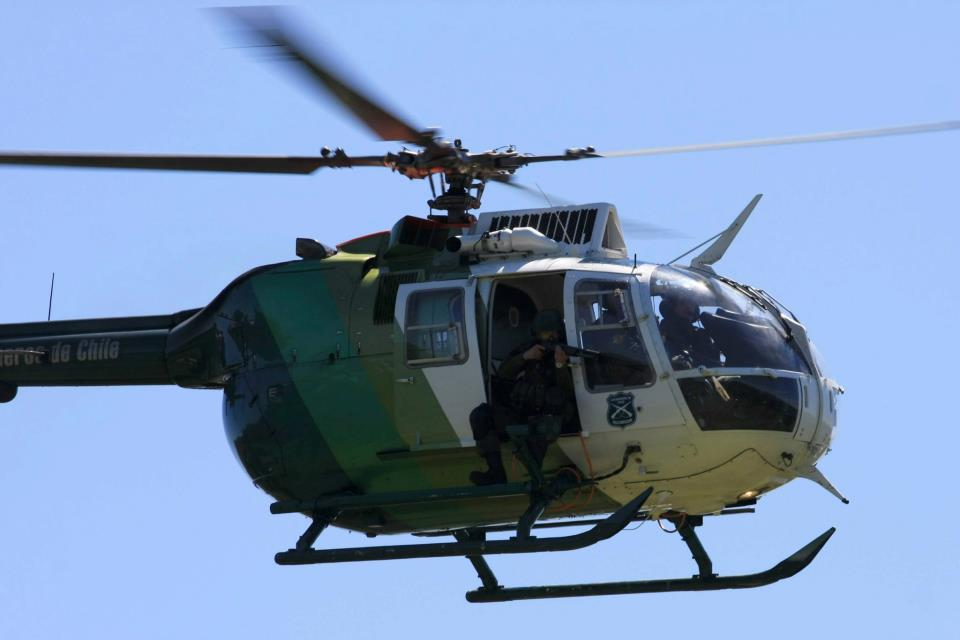
MBB BO-105 Carabineros de Chile

Leyenda

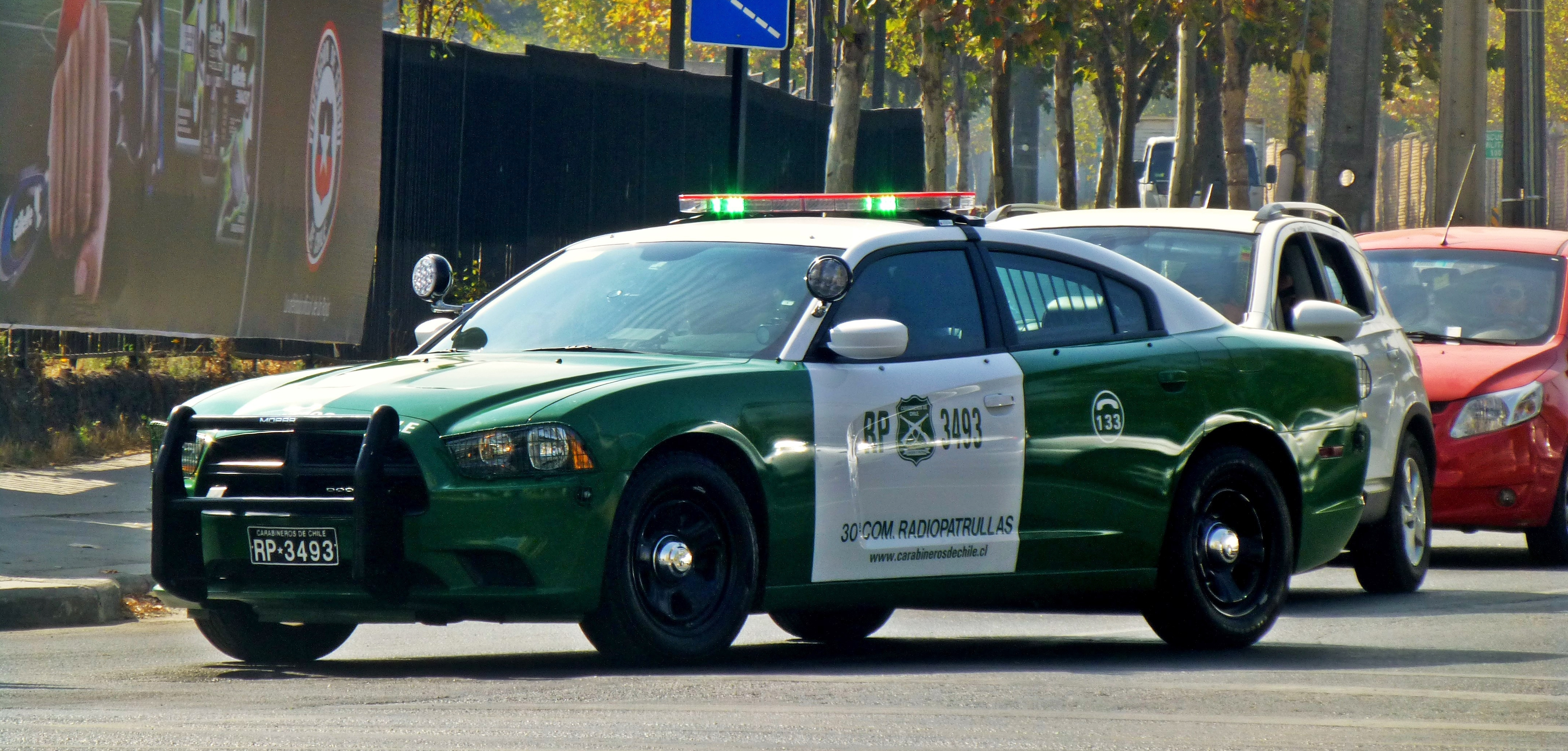
Vehículo policial realizando labores preventivas y de tránsito

« → Ingreso gradual tras plan de renovación de parque vehicular.
‹ → En proceso de renovación
» → Pronta baja de automóvil − En proceso de reemplazo

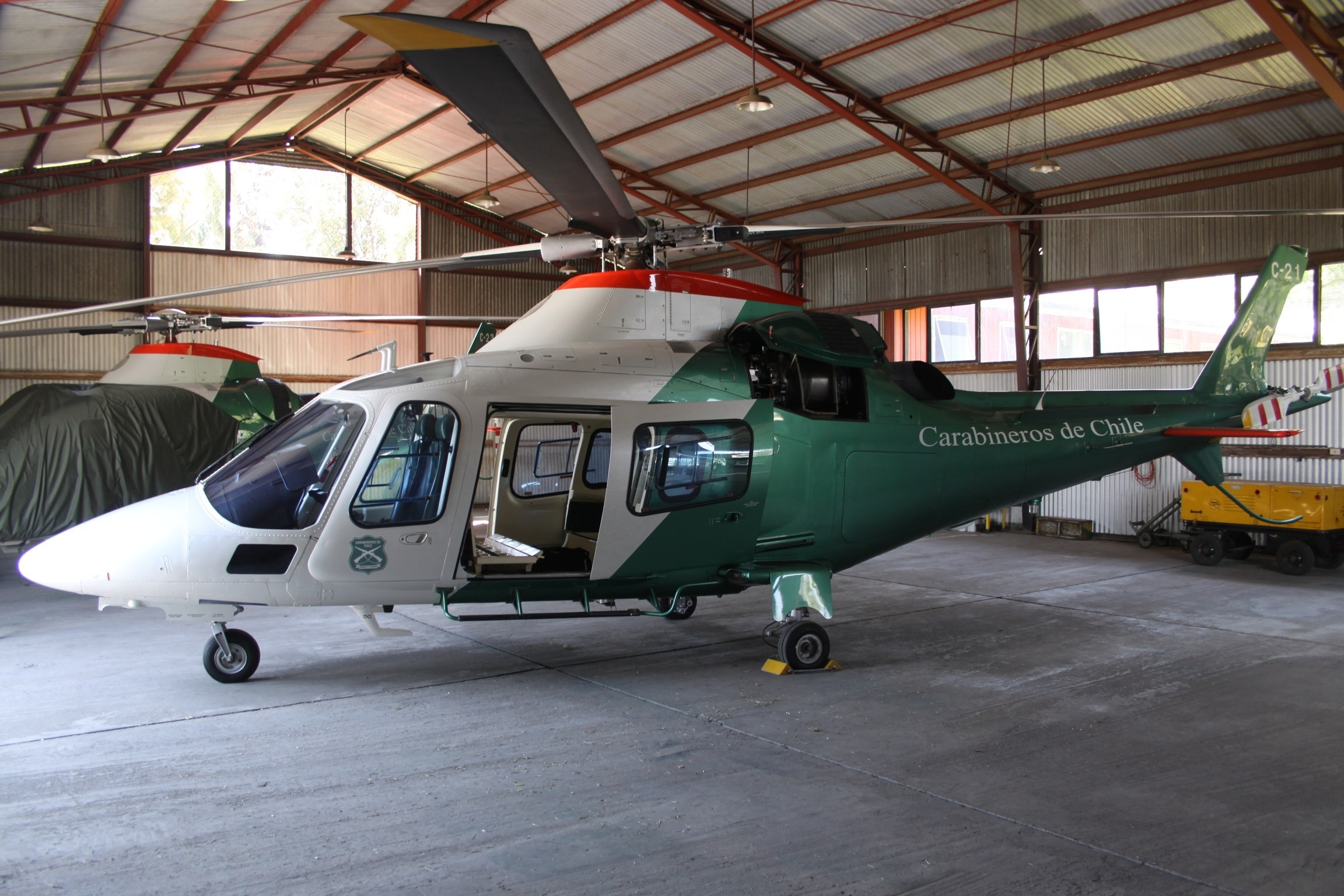
C-21 Agusta A109 Carabineros de Chile

| Radio Patrullas y vehículos para Traslado de Detenidos | Radio Patrullas y vehículos para Traslado de Detenidos | Radio Patrullas y vehículos para Traslado de Detenidos | Radio Patrullas y vehículos para Traslado de Detenidos |
| Vehículo                                               | Fabricante                                             | Tipo                                                   | Origen                                                 |
| ------------------------------------------------------ | ------------------------------------------------------ | ------------------------------------------------------ | ------------------------------------------------------ |
| Dodge Charger (LX) Police «                            | Dodge                                                  | Intervención Policial                                  | Estados Unidos                                         |
| Dodge Durango Police SUV «                             | Dodge                                                  | Unidad de Patrullaje en Ciudad                         | Estados Unidos                                         |
| Chevrolet Cruze 2014                                   | Chevrolet                                              | Radio patrulla / Transporte                            | Estados Unidos                                         |
| Chevrolet Optra »                                      | Chevrolet                                              | Radio patrulla / Transporte                            | Estados Unidos                                         |
| Chevrolet Luv D-Max                                    | Chevrolet                                              | Unidad Off-Road / Transporte                           | Estados Unidos                                         |
| Hyundai Elantra                                        | Hyundai                                                | Radio patrulla / Transporte                            | Corea del Sur                                          |
| Hyundai H-1                                            | Hyundai                                                | Radio patrulla / Transporte                            | Corea del Sur                                          |
| Hyundai Santa Fe                                       | Hyundai                                                | Radio patrulla / Transporte                            |                                                        |
| Nissan Frontier                                        | Nissan                                                 | Unidad Off-Road/Transporte                             | Japón                                                  |
| Nissan Sentra                                          | Nissan                                                 | Radio Patrulla / Transporte                            | Japón                                                  |
| Nissan X-Trail                                         | Nissan                                                 | Unidad de Patrullaje en Ciudad                         | Japón                                                  |
| Toyota Corolla Cross                                   | Toyota                                                 | Radio Patrulla / Transporte                            | Japón                                                  |
| Mercedes-Benz Sprinter ‹                               | Mercedes Benz                                          | Retén Móvil / Transporte                               | Alemania                                               |
| Mercedes-Benz Vito                                     | Mercedes Benz                                          | Radio patrulla / Transporte                            | Alemania                                               |

| Motocicletas          | Motocicletas | Motocicletas          | Motocicletas   |
| Vehículo              | Fabricante   | Tipo                  | Origen         |
| --------------------- | ------------ | --------------------- | -------------- |
| BMW R1200 RT          | BMW          | Motocicleta           | Alemania       |
| BMW F700GS            | BMW          | Motocicleta           | Alemania       |
| Honda XR250 Tornado   | Honda        | Motocicleta           | Japón          |
| Segway SE-3 Patroller | Segway       | Prevención en Parques | Estados Unidos |

| Vehículos sección GOPE | Vehículos sección GOPE | Vehículos sección GOPE             | Vehículos sección GOPE |
| Vehículo               | Fabricante             | Función                            | Origen                 |
| ---------------------- | ---------------------- | ---------------------------------- | ---------------------- |
| Hunter TR-12 «         | Armor International    | Transporte blindado de personal    | Colombia               |
| Chevrolet Tahoe        | Chevrolet              | Unidad de primera respuesta        | Estados Unidos         |
| Chevrolet Suburban     | Chevrolet              | Unidad de primera respuesta        | Estados Unidos         |
| Chevrolet Express      | Chevrolet              | Unidad de primera respuesta        | Estados Unidos         |
| Chevrolet Silverado    | Chevrolet              | Unidad de primera respuesta        | Estados Unidos         |
| Mercedes-Benz Sprinter | Mercedes-Benz          | Unidad de primera respuesta        | Alemania               |
| Renault Sherpa 2       | Renault                | Procedimientos de alta complejidad | Francia                |
| Nissan Frontier        | Nissan                 | Transporte y comunicaciones        | Japón                  |
| Toyota Tundra          | Toyota                 | Transporte y comunicaciones        | Japón                  |
| Nissan Navara          | Nissan                 | Transporte y comunicaciones        | Japón                  |
| Hyundai H-1            | Hyundai                | Transporte                         | Corea del Sur          |
| Mercedes-Benz Vito     | Mercedes-Benz          | Transporte                         | Alemania               |

| Prefectura Aérea        | Prefectura Aérea           | Prefectura Aérea                           | Prefectura Aérea |
| Vehículo                | Fabricante                 | Función                                    | Origen           |
| ----------------------- | -------------------------- | ------------------------------------------ | ---------------- |
| AgustaWestland AW109    | AgustaWestland             | Rescate civil e institucional - Transporte | Italia           |
| Airbus Helicopters H125 | Airbus Helicopters         | Rescate civil e institucional - Transporte | Francia          |
| Eurocopter EC135        | Airbus Helicopters         | Rescate civil e institucional - Transporte | Alemania         |
| MBB/Kawasaki BK 117     | MBB / Kawasaki             | Rescate civil e institucional - Transporte | Alemania · Japón |
| MBB Bo 105              | Messerschmitt-Bölkow-Blohm | Rescate civil e institucional - Transporte | Alemania         |

| Unidades de Patrulla Fronteriza | Unidades de Patrulla Fronteriza | Unidades de Patrulla Fronteriza  | Unidades de Patrulla Fronteriza |
| Vehículo                        | Fabricante                      | Función                          | Origen                          |
| ------------------------------- | ------------------------------- | -------------------------------- | ------------------------------- |
| Dodge Durango Police SUV «      | Dodge                           | Unidades de patrulla fronteriza  | Estados Unidos                  |
| Toyota Tundra «                 | Toyota                          | Dispositivo zonas de poco acceso | Japón                           |
| Ram Pickup 1500 «               | RAM                             | Utilitario y patrulla fronteriza | Estados Unidos                  |
| Can-Am Commander                | Can-Am                          | Reconocimiento campo abierto     | Canadá                          |
| Mercedes Benz Zetros            | Mercedes Benz                   | Centro de control y vigilancia   | Alemania · Estados Unidos       |

## Controversias
Diversas controversias relacionadas con Carabineros de Chile han surgido a lo largo de su historia, muchas de ellas referentes al uso excesivo de la fuerza como medida de mantención del orden. Destaca además la participación de Carabineros en la dictadura militar chilena entre los años 1973 y 1990, en la cual existieron sistemáticas violaciones a los Derechos Humanos. Tras el fin de la dictadura militar y el consiguiente periodo de democracia se han dado a conocer otros casos, tales como el llamado Pacogate, un escándalo de corrupción en Carabineros que ha sido señalado como el mayor fraude en la historia de Chile, debido a la cantidad de dinero que involucró.

## Credibilidad institucional
La credibilidad de la institución ha sufrido marcadas variaciones durante los decenios de los años 2000 y 2010. En 2006, la institución registraba la mejor evaluación entre las instituciones encargadas del combate a la delincuencia. Para 2009, la institución recibiría la Distinción Personas y Desarrollo, conferida en el marco del Congreso Percade, además de alcanzar el punto más alto en la confianza de la ciudadanía de acuerdo a la encuesta CEP, con una confiabilidad del 65 % .
Luego, hasta 2016, tendría tanto incrementos como caídas pero siempre sobre el 54 %. La percepción cambiaría radicalmente a partir de 2017, debido al caso de corrupción en el que se vio implicada la institución denominado pacogate, que haría descender la confiabilidad a un 37 %.
El cuestionado accionar de funcionarios de la institución en el marco del estallido social a fines de 2019 produjo que, de acuerdo a los últimos estudios, la confianza en Carabineros alcanza solo un 17 %. En cuanto a la aprobación de su gestión, de acuerdo a la encuesta Plaza Pública Cadem de octubre de 2020, registra un 36 %.
Sin embargo, y al año 2023, la aprobación de la institución volvería a repuntar. Según la encuesta anteriormente mencionada, se registraría un 83% de aprobación, el valor más alto desde el año 2015.

### Redes sociales
- Carabineros de Chile en Twitter
- Carabineros de Chile en Facebook
- Carabineros de Chile en Instagram
- Carabineros de Chile en Flickr

- Datos: Q2317752
- Multimedia: Carabineros de Chile / Q2317752